# Скелівка (село)
Ске́лівка (до 1945 року: Фельштин, пол. Felsztyn, Fulsztyn) — село Самбірського району Львівської області. Населення — 1062 особи (переважна більшість українці).
Через село проходить автошлях і залізниця Самбір — Хирів. Відстань до Самбора — 18 км, до Хирова — 10 км. Неподалік від села (на південь) тече річка Стривігор.

## Історія
Колись Скелівка була містечком, яке мало добре укріплену фортецю. Від тих фортифікацій до наших часів не дійшло нічого. Про існування фортеці свідчить позначка на карті Гійома Левассера де Боплана, а історія зберегла мало свідоцтв: відомо, що цю твердиню Гербуртів було зруйновано під час козацького нападу під проводом Івана Наперстка (1649). Тоді зазнали спустошень містечко Муроване та місто Хирів. У центрі села розташована прямокутна площа, на якій збереглося кілька старих кам'яниць типово міської забудови. Відомо, що колись тут стояла ратуша.
Назва Фельштин походить від німецького Füllstein - давньої назви селища Богушів, звідки походить рід Гербуртів.
В серпні 1604 року в Фельштині перебувало приватне українсько-польське військо, яке 20 червня 1605 року захопило Москву.
Найдавніший герб Фельштина відомий з печатки містечкової ратуші, датованої 1553—1565 рр. (і опублікованої польським дослідником початку XX століття В. Віттигом): у щиті — два мечі, вбиті вістрями в яблуко (частина родового герба власників поселення Гербуртів). У XIX столітті (за даними тогочасної дослідниці З.Стшетельської-Ґринберґової) на громадській печатці Фельштина виступав уже повний герб роду Гербуртів: на червоному тлі — зелене яблуко, пробите трьома срібними мечами, покладеними зіркою (довкола герба було вміщено напис «MIASTO FELSZTYN»).
1 квітня 1928 р. сільську гміну (самоврядну громаду) Посада Фельштинська Самбірського повіту було скасовано, а її територію приєднано до гміни Фельштин.

## Населення

### Мова
Розподіл населення за рідною мовою за даними перепису 2001 року:
| Мова       | Кількість | Відсоток |
| ---------- | --------- | -------- |
| українська | 1054      | 99.25%   |
| російська  | 4         | 0.38%    |
| польська   | 3         | 0.28%    |
| білоруська | 1         | 0.09%    |
| Усього     | 1062      | 100%     |

## Швейк у Фельштині

Пам'ятник Швейкові у Скелівці

Найбільше Скелівка (Фельштин) відома тим, що тут перебував персонаж відомого сатиричного роману Ярослава Гашека — бравий вояк Швейк. У Скелівці є пам'ятник Швейку.
«Швейк почав з того, що він усе ж таки мав рацію, коли йшов на Фельштин понад струмком, і він не винний, що якийсь там невідомий російський солдат утік з полону і купається в ставку, повз який він, Швейк, мусив іти, бо це ж був його обов'язок як квартир'єра йти найкоротшою дорогою на Фельштин. Російський солдат, тільки-но його побачив, утік, залишивши в кущах своє обмундирування. А він, Швейк, не раз чув, що на фронті з метою розвідки використовується форма вбитих ворогів, і тому на цей випадок приміряв залишену форму, аби перевірити, як у такому випадку він почуватиме себе в чужій формі».
(З книжки «Пригоди бравого вояка Швейка», Ярослав Гашек)
Село входить до маршруту «Шляхами бравого вояка Швейка».
Докладним вивченням маршруту Швейка займалися дослідники зі Львова Іван Лозинський (1983 р.) та Андрій Дорош (1996 р.). Як встановив останній, Швейк пересувався по Львівщині за маршрутом Терло Шляхетське (нині Терло) — Старява — Хирів — Березів — Шумина — Фельштин — Хирів — П'ятниця — Добромиль — Ляцьке (нині Солянуватка) — Губичі — Трушевичі — Нижанковичі — по території Польщі до Перемишля, звідки вояк був відправлений потягом назад через Нижанковичі — Добромиль — Хирів до Воютичів, а звідти через Самбір — Рудки — Великий Любінь — Львів до станції Жовтанці і до Колодного (нині Велике Колодно), де його мандри закінчилися. Це становить майже 400 км по Галичині.

## Палац у Скелівці

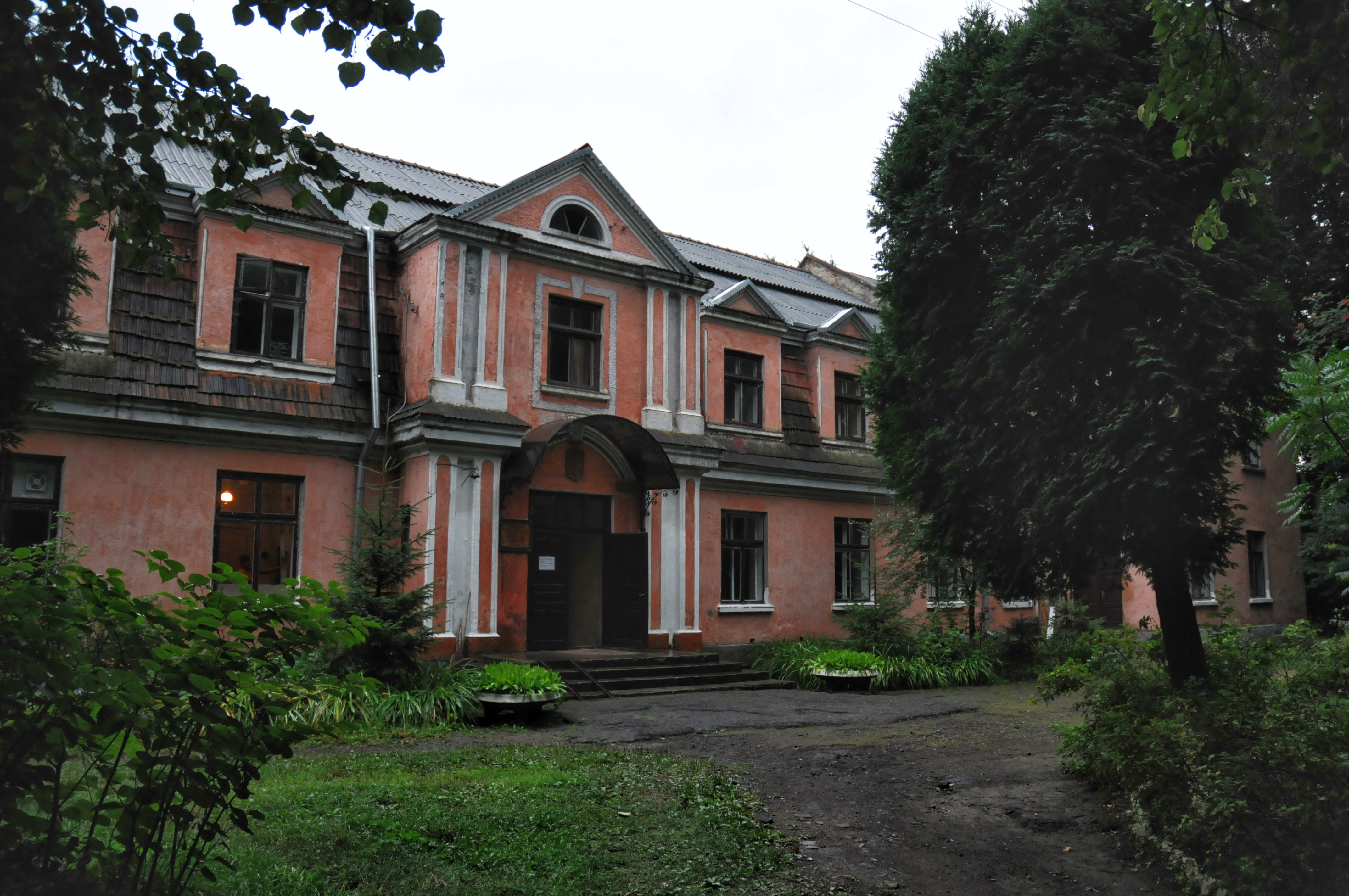
Палац у Скелівці

В парку на західній околиці села розташована стара споруда — рожевий палац, у якому нині міститься туберкульозний диспансер. Палац 17—18 ст. Пам'ятка архітектури місцевого значення, реєстр. номер: 516-М. Палац цікавий тим, що його, можливо, відвідав бравий вояк Швейк.

## Інші відомості

### Пам'ятки

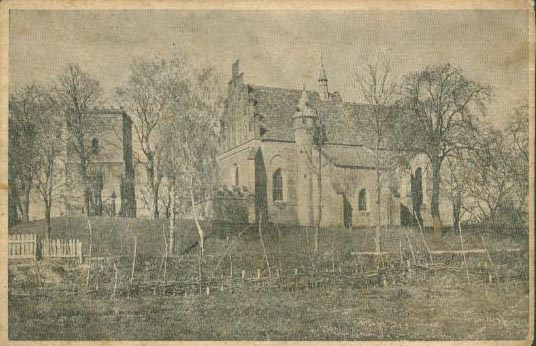
Костел святого Мартина, 1914 рік

- Костел святого Мартина з оборонною баштою-дзвіницею кінця XV — початку XVI ст. Костел реконстуйовано, в ньому міститься греко-католицька церква. Пам'ятка архітектури національного значення. Реєстр. номер: 511/1.
- Церква св. Кузьми і Дем'яна, побудована 1790 року. Пам'ятка архітектури місцевого значення. Реєстр. номер: 1520-М.
- Єврейський цвинтар (Фельштинська синагога не вціліла).

Колись у містечку перед ратушею стояло погруддя Тадеуша Костюшка. Воно зникло в часи Першої світової війни. Постамент в радянські часи за наказом секретаря райкому компартії кудись вивезли.

## Відомі люди
- Білоус Сергій Степанович (1974—2014) — молодший сержант Збройних сил України, учасник російсько-української війни.

### Уродженці Фельштина
- Себастіан з Фельштина (близько 1480–1543) — композитор, педагог і теоретик, перший викладач музики в Краківській академії та засновник Сяноцької музичної школи.
- отець Полянський Тома — священик УГКЦ, посол Галицького сейму 2-го скликання[5].
- Михайло Полянський — професор академічної гімназії у Львові, автор перших підручників із зоології й фізики руською мовою.
- Бобинський Осип — десятник 11-ї бригади УГА.

### Дідичі
- Пйотр з Фельштина; 1504 року за 400 угорських флоринів взяв у заставу від Вікторина Сененського за згодою його дружини Ельжбети маєтки коло Риманова[6].